# Марија Бочкарева
Марија Леонтиевна Бочкарева (рус. Мари́я Лео́нтьевна Бочкарёва; Николско, јул 1889 — Краснојарск, 16. мај 1920) била је руски војник у Првом светском рату — командант прве женског батаљона у војсци Царске Русије, а након тога под командом Беле гарде (због чега је погубљена од стране бољшевика).

## Биографија

### Младост
Марија Бочкарева је рођена у малом селу Николско. Отац јој је био наредник у војсци царске Русије, и учесник у руско-турском рату. Са 16 година се удала и напустила родно место. Са Афанасијем Бочкаревим се преселила у Томск, град у Сибиру. Међутим, муж је био веома груб према њој, па га је убрзо напустила и отишла да ради као послуга. Није знала да је њен газда у ствари био власник бордела који ју је приморао да ради на самом оснивању истог. Након тога су се преселили у Сретенск, где се везала за локалног Јевреја Јакова Бука. Убрзо су отворили месару (маја 1912); међутим, Бук је убрзо ухапшен због крађе и послат у Јакутск. Како год, и тамо је био поново ухваћен у крађи — због чега је опет послат у егзил у Амгу. Марија га је у свим тим селидбама пратила. Међутим, након свега он је почео да је бије и да буде насилан.

### Војна каријера
Године 1914. напушта Булку и враћа се у Томск. Након почетка Првог светског рата желела је да оде на борбене линије. Новембра је била одбијена од 25. Томског батаљона војске царске Русије. Командант јој је саветовао да се прикључи Црвеном крсту. Ипак, била је упорна и успела је да дође до војне јединице. После три месеца обуке је послата на прве борбене линије у Полоцку. Била је награђена за спашавање 50 повређених војника.
Након абдикације Цара Николаја почетком 1917. због фебруарске револуције, предложила је стварање женске борбене јединице за коју је тврдила да ће решити проблем војног морала. Њен предлог је одобрио врховни командант војске Брусилов, након чега се обратила министру рата Александру Керенском. Пошто је запошљавање жена било против војних прописа, свим женским батаљонима је додељена посебна дозвола. Ово је био први женски батаљон који се оформио у Русији. Први руски женски батаљон смрти Бочкареве у почетку је привукао око 2.000 добровољних жена, али строга правила прошло је свега 300 посвећених из јединице. После месец дана интензивног тренинга, Бочкарева и њена јединица су везани за Први Сибирски корпус и били су послати на западни фронт Русије да учествују у офанзиви Керенског, где је Бочкарева унапређен у чин поручника. Јединица је била укључена у једну велику битку, у близини града Смархона. Жене јединице добро су се показале у борбама, али велика већина мушких војника имала је мало жеље да настави да се боре. Марија је рањена у бици и послата назад у Петроград да се опорави.
Јединица је расформирана након што је била суочена са непријатељствима од мушких војника који су остали на фронту. Марија се вратила у Петроград, где су је у почетку притворили бољшевици, али је убрзо пуштена. Она је обезбедила дозволу да се поново повеже са својом породицом у Томск, али се вратила у Петроград почетком 1918. године. Тада је добила позив од генерала Корнилова, који је командовао армијом на Кавказу. Након одласка из Корниловог штаба, она је поново затворена од стране бољшевика, а пошто су сазнали за њену везу са Белим покретом, требало је да буде погубљена. Међутим, спасао је војник који је 1915. служио са њом у Царској војсци — убедивши бољшевике да одустану од намере. Добила је пасош и дозволу да напусти земљу. Бочкарева се потом пребацила у Владивосток, одакле је у априлу 1918. отишла у Сједињене Државе.

### САД и Велика Британија
Након пристанка у Сан Франциску одлази у Њујорк. 10. јула 1918. године сусрела се са председником САД, Вудроом Вилсоном. Молила је председника да интервенише у Русији, након чега је он дирнут и са сузама у очима обећао да ће урадити све што може. Марија након тога путује у Велику Британију, где се сусрела са Краљем Џорџом.

### Повратак у Русију и смрт
Августа 1918. се враћа у Русију у Архангељск. Априла 1919. године се враћа у Томск где је покушала да организује женску медицинску јединицу под командом Белогардејског команданта Александра Колчака. Ипак убрзо је ухапшена од стране бољшевика. Послата је у Краснојарск где је саслушавана четири месеца. На крају, против Лењинових наређења, осуђена је на смрт и погубљена као „непријатељ радничке класе”. Погубљена је 16. марта 1920. године. Посмртно је помилована јер је погубљење извршено због непоштовања наредби.

## Остало
Главна је личност у руском филму Батаљон који је снимљен 2015. године. Марију је у том филму глумила позната руска глумица Марија Аронова. Европска премијера овог филма је била у Београду, на свечаном затварању 43. Феста.